# 地場衛
地場衛，又名禮服幪面俠（タキシード仮面），是武內直子的漫畫作品《美少女戰士》中的第一男主角（另一男主角為“天馬”艾利歐斯），他為了支援系列中的女主角們—水手服戰士，而偽裝自己。他戴著面具隱瞞自己的身份，干擾敵人的行動，為水手服戰士們提供建議，有時候還會在戰鬥中協助她們。
他跟水手服戰士們一樣，禮服幪面俠擁有一個魔法物品：戰士水晶，那是給他對地球的守護。他還擁有靈能力，包括接觸感應及治癒能力，其演變並成為漫畫故事情節中重要的部分，但是他只扮演次要的角色，並在動畫中保持不變。隨著他對月野兔的初戀外，他在前生及後世的故事中也擁有皇室的身分，並成為豆釘兔在未來的父親。

## 人物性格

地場衛於1990年代的模樣。

地場衛首次出現的身分是私立元麻布高中的高中生。在系列開始之前，他並沒有在世的親人（其父母於他的六歲生日當天的一場車禍中喪生），自此他以孤兒的身分獨自生活，然而他不斷出現他作為安迪美奧王子的前世記憶。一次巧合之下，地場衛跟區內鄰校的學生月野兔互相認識。在動畫系列的開始，地場衛被倩妮迪公主的夢纏繞著，他自己並不知道自己也是作為「禮服幪面俠」的雙重身分，每當月野兔瀕臨危難時，他也會出現痛苦的幻覺，並在不知不覺下變身成為禮服幪面俠。作為地場衛的身分時，他試圖拼湊他那奇怪的夢；作為禮服幪面俠，他試圖尋找倩妮迪公主以回憶他的過去與身分。他相信尋到幻之銀水晶的話，就能完全恢復他前生的記憶。在改編動畫中，他尋找是由於倩妮迪公主告訴他這樣做去尋找。在系列的所有角色中，地場衛是被洗腦及被擄走最多次數的角色。
地場衛跟月野兔在他們發現自己的真實身份前就已經相戀，他們成為情侶，他們的愛情經歷了許多考驗，但彼此依然非常忠誠。在漫畫中，他們略略地表現出對彼此的嫉妒。在整個系列中，阿兔經常以「阿衛」來䁥稱他（豆釘兔後來也這樣稱呼他）。二人拍拖兩年後，阿衛於機場把訂婚戒指交給阿兔。六年後，二人便結婚了。在未來，二人成為了月亮王國銀千年的國王與女王，並且育有一名孩子小淑女，後來在系列中大部分被稱為「豆釘兔」。
阿衛在整個系列中跟自己的身分鬥爭著，首先是擔心著自己真實的本性，後來擔心著自己是否妨礙了水手服戰士的行動 這為地場衛的角色進行了相當多的細微描述，後來擴展至在漫畫中角色。阿衛也被賦予接觸感應的力量，這也出現在動畫中，但這能力並沒有名稱。這體現於他能夠看見和閱讀夢境（就如豆釘兔一樣），他能治癒人類並監測著地球的狀況。這種情況直到「黑色月亮」的故事線才得以完全發展，並且在整個系列中偶爾使用。
在最初的動畫改編中，阿衛是一個普遍外向的人，雖然有時是尖刻的，並且看起來像個大學生。他表現出對各種主題都感興趣，並且表現得很聰明。在美少女戰士音樂劇《火球公主降臨》中顯示他立志成為一名醫生。在揭示眾人前世的身份之前，他認為眾人只是朋友的關係，他甚至火野麗有過短暫的約會。這段歷史在後來的動畫中激起阿兔的嫉妒。第二個改編動畫的《美少女戰士Crystal》，遵循著漫畫的連續性，因此阿衛仍然是一名高中生，跟阿麗沒有多少互動。它跟原版動畫不同，阿兔跟阿衛相對較快進入相戀的階段，而不是彼此需要熱身，只是阿衛在這個動畫中新增了戴眼鏡的設定。
Sailor Moon的大部分變身及最後的勝利都是源自她跟禮服幪面俠的合作。跟黑暗王國的最後一戰中，米達利亞女王把二人吸收進入其體內。然而，他們成功地透過銀水晶的力量從內部把她摧毀。禮服幪面俠還將自己的力量結合超級Sailor Moon最後的力量 — 跟其餘的水手服戰士一起拼合出「黃金水晶」。在《無限》的故事線中，他把自己的力量結合Sailor Moon以創造了下一個新月權杖。這發生於《愛之棒的誕生：阿兔的新變身》中。漫畫中傾向於顯示地場衛是個安靜、好學、神秘和堅忍的人。他在高中學生會的身分經常受人欽佩。動畫改編中也傾向於讓他於每一集出現以拯救Sailor Moon的生命。他在動畫的攻擊技能都類似於漫畫中的那些，但是未有命名。
在音樂劇中，阿衛為保護阿兔而經常在她身邊出現。然而，他的一些關係在不同的環境中發生了變化，例如：一部音樂劇中指他從地球王子的時代開始，便作為貝爾女王的未婚夫；當銀千年跟地球聯合在一起，安迪美奧愛上了倩妮迪時，他便違反了地球的法律，在這個版本的事件中，安迪美奧王子與倩妮迪公主成為了不法之徒（類似於羅密歐與朱麗葉），透過驅使貝爾這個無辜女孩的嫉妒力量來造成邪惡力量。Sailor Pluto也透露自己愛上了安迪美奧，儘管她只能從遠處觀看，但是她也滿足於此。另一種變化發生在音樂劇《流星傳說》中，當嘉拉西亞沒有殺死阿衛，讓他能夠跟水手服戰士一起戰鬥。阿衛通常非常參與水手服戰士們的戰鬥，跟他在動畫中投擲玫瑰的動作相反，然後讓Sailor Moon完成最後的一擊。
禮服幪面俠總有自己的歌曲，而這些歌曲因音樂而異。一個音樂劇中有多首歌曲穿插，包括地場衛、禮服幪面俠及後來的安迪美奧國王，以及尋找豆釘兔的太空騎士（Space Knight）。

## 各方面及形式
地場衛作為一個擁有不同的化身、力量、特殊的能力、變身及永恆延長壽命的角色，他能夠幾乎實質上跨越銀千年時代和30世紀這極長的壽命，阿衛隨着系列的進展而獲得多方面的身分及別名。

### 安迪美奧王子
安迪美奧王子是銀千年的時代中地球的金色王國儲君，其身分亦是地場衛的前世。他居於金色王國，從內部保護著地球。縱使他的守護者赫利俄斯（Helios）跟安迪美奧王子在那段時間裡從未親自會面，但他們共同擁有保護地球的心願。安迪美奧王子也有四位守護者—四大天王守護。他跟倩妮迪公主墮入愛河，打破了他們兩族人民之間的禁忌，並且被貝爾女王利用作為腐化地球人的時候，當貝爾女王試圖殺害倩妮迪公主時，安迪美奧王子就被她殺死了。90年代的動畫中所描繪他的死亡是跟倩妮迪公主一起被貝爾女王所殺，而安迪美奧王子轉世到20世紀成為地場衛。
漫畫經常把安迪美奧王子描繪為沉默的主角，他前世的生活仍然是個謎。地場衛通常不會故意地變身成為安迪美奧王子，但通常會用作他禮服幪面俠的增強版。安迪美奧王子在貝爾女王操控下成為其奴隸，成為邪惡的安迪美奧，並用其力量催眠其最好的朋友古幡元基。在90年代的動畫中，地場衛可變身成為安迪美奧王子，這種情況通常發生於Sailor Moon變身成為倩妮迪公主時。他的盔甲就如漫畫中一樣的黑色盔甲。
在真人版中，安迪美奧王子穿著白色的服裝，獲得此形式後，它成為了地場衛的的主要戰斗形式。他獲得了遠程傳送的力量，那是跟四大天王共同擁有的力量。在貝爾女王入侵其身體後，他的盔甲和配飾都變成黑化，成為了貝爾女王的安迪美奧，在他被附身的狀態下他的盔甲帶有其白色盔甲的微量殘餘物。

### 安迪美奧國王
在系列的後來，阿衛成為了30世紀「水晶東京」的安迪美奧國王，是新倩妮迪女皇的丈夫、豆釘兔的父親。作為水晶東京的國王，他的皇室服裝是白色及薰衣草色的燕尾服。他於漫畫的結尾部分及《美少女戰士Crystal》中首次亮相。他實際上並不是以這個形式存在，他的靈魂正守護著水晶宮殿，而他的真身正處於沉睡當中。在此期間，他幫助指引著水手服戰士們及過去的自己以對抗黑月帝國。他隨後向水手服戰士們透露，阿衛由於銀水晶的力量而從未老化。那個就是安迪美奧國王的靈魂，他指揮著禮服幪面俠首次使用他的攻擊—夜禮服煙霧轟炸。安迪美奧王子在死亡月亮馬戲團的戰鬥結束時成為國王，當時他家鄉聖地（Elysion）的祭司艾里奥斯（Helios）把神聖的金色水晶交給國王的工作人員。此後，禮服幪面俠及Sailor Moon都各自到了未來，而所有的水手戰士都變成她們的公主模樣。然而在此之後，阿衛再也沒有以這種形式出現。
動畫中顯示的安迪美奧國王只是在未來作為小淑女的父親及水晶東京國王的模樣。當眾人第一次見到他時，他只是以電腦化的形象出現，然而他從未參與戰鬥。戴安娜對未來的國王和王后發表評論，她指《美少女戰士SuperS》的國王與王后都喜歡「詐病」以避免參加重要的宴會和會議。

### 月影騎士
在90年代動畫《美少女戰士R》的「魔界樹篇」中，阿衛以月影騎士的身分，穿著阿拉伯長袍，同時帶著軍刀和白玫瑰出現。隨著阿兔在打敗黑暗帝國後希望變回一個普通女孩後，帶著水手服戰士記憶的阿衛神奇地回復平民身分。然而阿衛保護阿兔的潛意識慾望導致他封存的記憶離開了身體，並假設其身體形態為月光騎士，獨立於阿衛。跟禮服幪面俠一樣，甚至是阿衛，阿兔在得知其真實身份之前，認為她遇到的每個可愛的男生都是月影騎士。一次，阿衛恢復了記憶，並重新獲得禮服幪面俠的能力，而月影騎士就不再存在，重新融入阿衛的生活當中。

### 禮服幪面俠
「禮服幪面俠」代表了阿衛為自己創造的偽裝，以便追捕銀水晶隱身身分—後來於戰鬥中協助水手服戰士。除了他的白色面具，他還穿著整套的燕尾服（而不是一件真正的燕尾服的晚宴夾克）、紅色內襯黑色的斗篷。在動畫及真人版系列中，他帶著一把就像劍一樣的黑色指揮棒。他在水手服戰士當中取代了Sailor Earth的位置。
動畫中顯示他站在桿子上，不顧地心吸力，並充當「天外救星」那類型。他看起來肌肉不那麼發達，並且沒有特殊的能力或已命名的攻擊，但是當她們在整個系列中遇上麻煩時，他仍然會幫助水手服戰士作為她們的恆久力量。在開始時，若Sailor Moon處於危險之中，阿衛的身體會自動（並且痛苦地）變身，他自己也無法控制。在第一輯故事結束時，他可以透過意志進行變身；在程式化的序列中，這是透過將一朵玫瑰從口袋裡拉出來然後改變顏色來表示，而他的燕尾服和面具也會飛進來。在這個系列的後期，他被證明是瞬間變身的。在漫畫中，他開始時是個試圖找到銀水晶的普通小偷，露娜最初也告訴阿兔不要相信他，但是當二人開始墜入愛河並且得知他的真實身份時，他們變得寬容了。他的能力超出了動畫中經常描繪的救援者身份—經常是Sailor Moon需要他的救援，借助他的力量與支援，並指導她使用銀水晶以擊敗敵人。
漫畫的第四輯故事中，獨角天馬（Helios）透過揭示禮服幪面俠就是金色王國的王子以強化其英雄角色，他就如倩妮迪公主擁有銀水晶的方式一樣，他擁有一枚聖石，而該聖石是一枚金色的水晶—地球的水手水晶。

## 特別技能與力量
即使是平時的模式，阿衛在每個系列中都展現出各種不同的力量。在故事中，他利用精神測定學透過觸摸來閱讀過去、現在與未來的事件，以及透過念力來治癒別人的傷口。不一致地，他被展示了傳送的能力，那只是於動畫中的貝爾女王的權力下出現過一次，以及在真人版連續劇中以安迪美奧王子的身分出現過幾次。
阿衛還表現出與阿兔的心靈連結，他能夠感應得到當她變身成為Sailor Moon。在動畫系列的早期部分，在二人成為朋友之前，這種聯繫強行把阿衛變身成為禮服蒙面俠，以便他可以保護阿兔。後來，他似乎可以控制自己的變身，雖然無論距離局勢的發展有多遠，他都會在大多數戰鬥開始後不久就現身。
有一次，動畫為禮服蒙面俠提供了一個程式化的變身程序，他扔下一朵玫瑰時，他的燕尾服和配飾在他身邊形成。他並沒有變身的咒語，然而其配音員開玩笑地即興說出對白：「燕尾服力量，變身！」。他在《美少女戰士電視劇》中獲得相同的咒語來變身，那是他告訴阿兔指自己如何成為禮服蒙面俠這荒誕故事的一部分。這個變身最初是由特殊的藥水膠布邦迪開始，並且由阿衛拉著褲子和外套完成戲劇性的變身程序。
變身後，禮服蒙面俠展示獲得的額外力量。在動畫中顯示的這些主要都是物理上的，而漫畫所描繪的是稀有和具魔法的。禮服蒙面俠在動畫中的標誌性技能包括使用玫瑰花，像飛鏢一樣投擲以傷害或分散敵人的注意力。他還可以旋轉它們或以一大堆投擲來阻擋攻擊，或者可以一次扔出多個來把敵人擊倒。他似乎無限量供應這些玫瑰，那些都是不可思議地強壯的類別，並將自己嵌入大部分的材料之中，包括混凝土。此外，當阿衛以不同的形式或身分出現時，他的玫瑰也會相應地改變顏色。禮服蒙面俠的玫瑰是紅色的；邪惡的安迪美奧王子的是黑色（和電氣化的）；而月影騎士的是白色的。
禮服蒙面俠的次要武器是他的手杖，能夠充當劍，它並且能夠延長其長度，可用於攻擊或拯救人們。無論是作為禮服蒙面俠抑或是月影騎士，他使用的是不同風格的真劍。
在漫畫中，禮服蒙面俠能夠從手中衝擊著能量，大喊：「夜禮服煙霧轟炸」；他還跟女兒豆釘兔進行了一個組合攻擊：「粉紅甜蜜禮服攻撃（Pink Sugar Tuxedo Attack）」。這種攻擊在音樂劇中再度出現，並在第二部動畫中，他最後逐漸地從第一季的來源中使用它。
禮服蒙面俠在漫畫中最重要的魔法擁有物是金色水晶，它既是他的星宿種子，亦是他的地球水手水晶，禮服蒙面俠把它結合Sailor Moon銀水晶的力量以保護太陽系。在動畫中，雖然阿衛擁有地球的「金色星宿種子」，但它與金色水晶不同，後者被獨角天馬艾里奧斯（Helios）所擁有，並且可以讓懷著善意的人使用。

### 變身
- 漫畫版：在第10卷中出現過一次變身，不用叫口號，也不用道具。
- 動畫版：以紅玫瑰變身（在美少女戰士初代中出現），不用叫口號。
- 真人版：以面具變身，口號是「燕尾服力量，變身！」。

### 攻擊技
| 日文原版                               | 英語                     | 大然文化       | 天下出版       | 中国对外翻译出版 |
| -------------------------------------- | ------------------------ | -------------- | -------------- | ---------------- |
| タキシード・ラ・スモーキング・ボンバー | Tuxedo La Smoking Bomber | 晚禮服煙霧轟炸 | 禮服火焰轟擊炮 | 蒙面火焰轟炸     |

- 動畫版：飛出紅玫瑰（甚或其他物品）、飛出白玫瑰、「粉紅甜蜜禮服攻撃（跟豆釘兔合作）」

## 發展
武內直子設計禮服蒙面俠的角色是源於她自己的理想男性的想法，將他描述為「強壯、沉默、不可動搖的、有點像宇宙海賊哈洛克船長。」她原本打算將他作為禮服蒙面俠的角色「擁有更多的神秘面紗並發揮更大的作用」。而「地場衛」的名字是源於木野真琴的名字原型。日語漢字中，阿衛的姓氏組合為「地場」，其組合解作「本地」的意思，並以他作為地球王子安迪美奧身分的雙關語，而其名字「衛」的意思為「保護」，整個名字的意思為「保護本地」。
起初武內直子以代號「神秘的2098面孔」來命名禮服蒙面俠，她後來對自己的想法表示困惑。儘管武內直子親自設計他的服裝，但她發現很難繪畫，因為它有許多部分需要繪畫；她經常忘記在早期的漫畫中繪畫那些部分的內容。她後來在繪畫嘉拉西亞的服裝都出現同樣的問題。
古谷徹在製作花絮的額外說明表示他對關於禮服蒙面俠的動畫角色發展具有影響力。當他被問及動畫與漫畫之間的差異時，他即興的說「我在駕駛當中。」因此，禮服蒙面俠變得更滑稽。安迪美奧這個名字特別參考於希臘神話，希臘神話中的安迪美奧因愛上了希臘的月亮女神塞勒涅而遭宙斯懲處。

## 聲演及演出
在第一部日本動畫系列及其相關作品中，地場衛的角色最初是由古谷徹配音，古谷徹形容這個角色「對我來說非常特別」。在《美少女戰士Crystal》和隨後的所有媒體中，地場衛是由野島健兒聲演。
在《美少女戰士音樂劇》中，地場衛是由10位不同的男女演員飾演，分別是：佐野瑞樹（Mizuki Sano）、望月祐多（Yūta Mochizuki）、榎本雄太（Yuuta Enomoto）、天野浩成、江戶英雅（Hidemasa Edo）、浦井健治、城田優、宮本行、大和悠河、石井美繪子（Mikako Ishii）及 立道梨緒奈（Riona Tatemichi）。原作者武內直子形容古谷徹所聲演的地場衛為「一個可愛和善良的男孩」。在音樂劇中持續時間最長的演員望月祐多，他在原史奈的音樂劇中繼續飾演安迪美奧國王。
在美少女戰士真人版電視劇中，由澀江讓二飾演地場衛。

## 評價
在1992年，《美少女戰士》的官方角色人氣民意調查把地場衛、禮服蒙面俠及安迪美奧王子分作三個獨立的個體作投選。1992年，讀者於38個選擇中將禮服蒙面俠列作第12位最受歡迎角色，而安迪美奧王子是第15位，地場衛則是第16位。一年後，在50個選擇中，安迪美奧國王成為最受歡迎角色的第18位，而禮服蒙面俠及地場衛分別排行第20位及第21位。月影騎士只在動畫中出現的角色，他從未包括於漫畫人氣民意調查選擇中。禮服蒙面俠於1993年5月的《Animage》投票中成為最受歡迎男角色的第四位，而阿衛於翌年排行第七位。
雖然武內直子本人對地場衛情有獨鍾，但她的朋友卻向她抱怨指月野兔愛上「這個無用的傢伙」。他被喬納森·克萊門茨（Jonathan Clements）及海倫·麥卡錫（Helen McCarthy）描述為既是一個「瀟灑的英雄」也是「故事中等待英雄救美的落難女子的男性版本」。他甚至被稱為一種「負擔」及「累贅」，他跟阿兔的關係被形容為母子關係，而不是公國情侶。阿兔被稱為向他展示「amae」或「遷就的愛」。與面向男性觀眾作品中的男主角相比，阿衛雖然不怕女生，但似乎對她們的存在感到不舒服。他還給人一種「從來不會笑或玩得很開心的角色」印象，而是「高貴、被動、實際上是無能的」。